# Phuwiangosaurus sirindhornae
Il phuwiangosauro (Phuwiangosaurus sirindhornae) è un dinosauro erbivoro appartenente ai sauropodi. Visse nel Cretaceo inferiore (Valanginiano/Hauteriviano, circa 140 milioni di anni fa) e i suoi resti sono stati ritrovati in Thailandia. 

## Descrizione
Questo dinosauro è conosciuto per numerosi resti fossili, ritrovati nella formazione Sao Khua nel Khorat Plateau. L'olotipo consiste in un esemplare incompleto e parzialmente articolato, comprendente tre vertebre cervicali, quattro dorsali, alcune costole, la scapola sinistra e la parte terminale di quella destra, l'omero sinistro e parte dell'ulna sinistra, entrambe le pelvi, i femori e la fibula sinistra. Lo scheletro ha permesso di ricostruire un sauropode di media taglia, lungo circa 15-20 metri e dalla corporatura non troppo massiccia. Successivamente sono stati ritrovati numerosi altri esemplari, tra cui alcuni giovani e un altro esemplare subadulto che conserva parti di cranio (Suteethorn et al., 2009). Phuwiangosaurus doveva essere un sauropode dal profilo relativamente elevato, il collo lungo e massiccio e una testa piuttosto massiccia dotata di denti dritti e sottili, solo leggermente spatolati. Una caratteristica insolita era data dalle spine neurali biforcute. 

## Classificazione
I primi fossili di questo dinosauro vennero scoperti nel corso degli anni '80, ma solo un decennio più tardi l'esemplare venne portato interamente alla luce e i resti vennero descritti ufficialmente (Martin et al., 1994). Phuwiangosaurus è stato attribuito ai titanosauri, i dinosauri sauropodi tipici del Cretaceo, di cui è considerato una forma basale. Ritrovamenti più recenti comprendenti parti del cranio hanno permesso agli studiosi di notare affinità con Nemegtosaurus, un sauropode del Cretaceo superiore della Mongolia, noto solo per un cranio e attribuito a un gruppo di titanosauri evoluti (Lithostrotia). Un altro presunto parente stretto di Phuwiangosaurus è Tangvayosaurus, ritrovato in Laos. Le spine neurali doppie, invece, ricordano gli euelopodidi, sauropodi tipici della Cina nel Giurassico/Cretaceo, da cui però Phuwiangosaurus si differenzia per altri aspetti.
Una possibile spiegazione per le strane caratteristiche di Phuwiangosaurus è data dal fatto che il Sudest Asiatico, all'inizio del Cretaceo inferiore, era probabilmente isolato dalla Cina e dal resto dell'Asia. 
I numerosi resti fossili degli esemplari giovani hanno permesso studi sull'ontogenia dei sauropodi.

## Significato del nome
Il nome generico Phuwiangosaurus significa "lucertola di Phu Wiang", dal nome del luogo dove sono stati ritrovati i primi fossili. L'epiteto specifico, sirindhornae, è in onore della principessa Sirindhorn di Thailandia, per il suo interesse nella geologia e nella paleontologia.